# Delta-v

Delta-v pro cesty na tělesa soustavy Země, Měsíc, Slunce, Mars a jejich oběžné dráhy. Hodnoty jsou uvedeny v km/s, červené šipky značí možnost snížení rychlosti pomocí brzdění o vyšší vrstvy atmosféry.

Pojem delta-v označuje v astrodynamice změnu rychlosti. Tato skalární hodnota vyjadřuje úsilí, které je nutné vyvinout k provedení daného orbitálního manévru, například přechod na jinou oběžnou dráhu.
Výpočet potřebné delta-v:
{\displaystyle \Delta {v}=\int _{t_{0}}^{t_{1}}{\frac {|T|}{m}}\,dt}
Kde:
{\displaystyle T} je okamžitý tah
{\displaystyle m} je okamžitá hmotnost
Při zanedbání atmosférického tření a když bude tah považován za konstantní, bude rovnice zjednodušena:
{\displaystyle \Delta {v}=\int _{t_{0}}^{t_{1}}{|a|}\,dt=|{v}_{1}-{v}_{0}|}
což je pouhý rozdíl rychlostí.
V případě raket je zanedbáno tření vlivem atmosféry i atmosférický tlak, působící na plyny vystupující z trysky a proto se při výpočtech používají parametry motoru (tah, Isp) ve vakuu. Potřebný delta-v se pak počítá podle Ciolkovského rovnice. Z definice vyplývá, že čím je hodnota delta-v menší, tím je jednodušší daný manévr provést.

## Příklady
Pro vynesení nákladu na nízkou oběžnou dráhu je teoreticky potřeba delta-v přibližně 8 km/s. Vzhledem k přítomnosti atmosféry a tomu, že po část letu musí raketa překonávat gravitační zrychlení, je potřeba přidat další asi 2 km/s. Pro přechod z nízké na geostacionární dráhu je potřebná delta-v 3,8 km/s. V praxi se však používá přechodová dráha, na niž je družice navedena posledním stupněm nosné rakety a delta-v je zde 2,5 km/s. Družice po dosažení apogea zažehne vlastní motor, který ji urychlí o dalších 1,6 km/s a srovná tak její dráhu z eliptické na kruhovou (vizte Hohmannova elipsa)